# Suseł żółty
Suseł żółty (Spermophilus fulvus) – gryzoń z rodziny wiewiórkowatych, zamieszkujący tereny w Kazachstanie (od morza Kaspijskiego i Wołgi do jeziora Bałchasz), południowe części Uzbekistanu, zachodnią część Tadżykistanu i Turkmenistanu oraz w północnym Afganistanie, północno-wschodnim Iranie i na zachodzie regionu autonomicznego Sinciang w Chinach.